# Адміністративний поділ Ботсвани

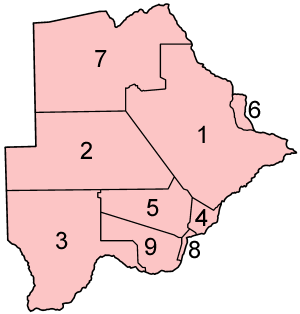
Адміністративний поділ Ботсвани

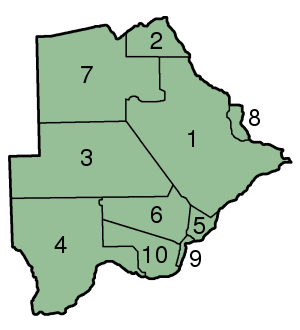
Колишній адміністративний поділ Ботсвани

Територія Ботсвани поділяється на 9 округів:
| № | Назва округу            | Адміністративний центр | Кількість комун | Площа, км² | Населення, чол. (2001) | Щільність, чол./км² | Карта |
| - | ----------------------- | ---------------------- | --------------- | ---------- | ---------------------- | ------------------- | ----- |
| 1 | Центральний округ       | Серове                 | 8               | 147 730    | 563 260                | 3,81                |       |
| 2 | Ганзі                   | Ганзі                  | 2               | 117 910    | 33 170                 | 0,28                |       |
| 3 | Кгалагаді               | Чабонг                 | 2               | 106 940    | 42 049                 | 0,39                |       |
| 4 | Кгатленг                | Мочуді                 | 1               | 7 960      | 73 507                 | 9,23                |       |
| 5 | Квененг                 | Молепололе             | 2               | 35 890     | 230 335                | 6,42                |       |
| 6 | Північно-Східний округ  | Масунга                | 2               | 5 120      | 132 422                | 25,86               |       |
| 7 | Північно-Західний округ | Маун                   | 4               | 129 930    | 142 970                | 1,10                |       |
| 8 | Південно-Східний округ  | Габороне               | 3               | 1 780      | 276 319                | 155,24              |       |
| 9 | Південний округ         | Каньє                  | 4               | 28 470     | 186 831                | 6,56                |       |
|   | Усього                  |                        | 28              | 581730     | 1680863                | 2,89                |       |

У 2001 році Чобе і Нгаміланд (2 і 7) об'єднали в Північно-Західний округ.
У свою чергу вони поділяються на 28 субокругів..